# Notopleura obtusa
Notopleura obtusa är en måreväxtart som beskrevs av Charlotte M. Taylor. Notopleura obtusa ingår i släktet Notopleura och familjen måreväxter. Inga underarter finns listade i Catalogue of Life.